# Shingoshūi Wakashū
Shingoshūi Wakashū (新後拾遺和歌集?, Nuova raccolta di spigolature waka successive), spesso abbreviato in Shingoshūishū, è la ventesima Chokusen wakashū (勅撰和歌集?, Antologia imperiale) giapponese di waka e la dodicesima delle Jūsandaishū. È l'ultima raccolta compilata dalla famiglia Nijō. Si compone di venti volumi contenenti 1.554 waka.

## Realizzazione
Fu commissionata a Nijō Tametō il 29 giugno del primo anno di Eiwa (1375) dal daijō Tennō Go-En'yū, per intercessione di Ashikaga Yoshimitsu, terzo shōgun dello shogunato Muromachi. Quando Tameoto morì nel maggio del primo anno di Eitoku (1381), Nijō Tameshige gli subentrò e lo completò nel dicembre del primo anno di Shitoku (1384).
La prefazione giapponese è degna di nota perché è stata scritta da Nijō Yoshimoto, scritta nel 1382 (Eitoku 2). La suddivisione è la seguente: Primavera (superiore e inferiore), Estate, Autunno (superiore e inferiore), Inverno, Varie primavera, Varie autunno, Separazione, Viaggio, Amore (1-5), Varie (superiore e inferiore), Divinità, Buddismo, Congratulazioni, e segue lo stile della Shūi Wakashū.
I poeti principali sono Nijō Yoshimoto (29 poesie), Nijō Tamesada (28 poesie), L'imperatore Go-En'yū (24 poesie), Nijō Tameshige (23 poesie), Konoe Michitsugu (19 poesie), Ashikaga Yoshiakira (19 poesie), Ashikaga Yoshimitsu (19 poesie). Molte persone vicine a Nijō Tameshige furono selezionate, mentre quelle vicine a Nijō Tameaki, che si opponevano a lui, furono trattate con freddezza. Notevole è anche il numero di samurai e monaci selezionati.